# Crocidura nimbae
Crocidura nimbae — вид ссавців родини Soricidae. Він зустрічається в Кот-д'Івуарі, Гвінеї, Ліберії та Сьєрра-Леоне. Його природне середовище проживання — субтропічні або тропічні вологі рівнинні ліси.